# Китунькино (Марий Эл)
Китунькино (мар. Кытынсола) — деревня в Волжском районе Республики Марий Эл (Россия), в составе Большепаратского сельского поселения.

## География
Деревня находится в 3 километрах (8,5 км по автодорогам) к северо-востоку от центра поселения — села Новые Параты. Расстояние до Волжска — 25 км (по автодорогам — 35 км) на юго-запад.

## История
Название деревни Кытынсола (Китунькино) происходит от имени его основателя — марийца Кытына, переселившегося, по словам старожилов, с территории бывшей Уфимской губернии в начале XVII века. У язычника Кытына было 7 сыновей. По данным И. С. Галкина и О. П. Воронцовой, название Кытынсола в переводе с марийского означает «Кытынова деревня». Официальное название образовано тоже от имени Кытын, но в ласкательной форме Китунька. 
Деревня обозначена на карте конца XVIII века как выселок из села Параты.
В начале XX века в деревне Казанского уезда Казанской губернии было 26 дворов.
В 1905 году было открыто земское училище, но к 1924 году его закрыли, дети стали посещать школу в деревне Отымбал.
В 1923 году деревня входила в состав Большепаратской волости Краснококшайского кантона. В 1927 году в деревне Китунькино Большепаратского сельсовета Звениговского кантона в 37 дворах проживали 193 человека.
В 1930 году в деревне была организована сельскохозяйственная артель «Вудын вож», включавшая 4 хозяйства и 22 человека и занимавшая 8,35 га земли. В 1931 году был образован колхоз им. Пушкина.
В 1940 году в состав колхоза входило 49 дворов, 233 человека, большинство составляли марийцы. В двух колхозных конюшнях находились 40 лошадей, в свинарнике — 27 свиней. В колхозном стаде содержались 20 голов КРС, 23 овцы, 38 голов птицы и 100 пчелосемей. В деревне работали кузница и шерстобойка. Сельскохозяйственную базу колхоза составляли двигатель, 2 молотилки, сеялка, сенокосилка, 3 жатки, лобогрейка, 24 конных плуга, 5 борон, 2 сортировки, 2 веялки, льноклеверотерка, 28 телег и 40 саней. Для собранного урожая в деревне находились 6 зернохранилищ, картофелехранилище, овин, 2 крытых тока, 3 силосные башни.
В годы Великой Отечественной войны на фронт ушли 27 человек, вернулись только 9.
В 1945 году в состав колхоза имени Пушкина входили 46 дворов, 197 человек, из них трудоспособных 26 мужчин, 81 женщина и 17 подростков.
В 1952 году деревня входила в состав колхоза «Путь Сталина» (центральная усадьба — в деревне Старые Параты, затем назывался «Память Ильича»). В 1955—1960 годах в деревне было 53 дома.
В 1980 году в деревне Китунькино Большепаратского сельсовета Волжского района было 43 хозяйства, проживали 73 мужчины, 76 женщин, большинство составляли марийцы. Деревня входила в состав совхоза «Восток» (центральная усадьба — село Новые Параты). В деревне были электричество, телефоны, радио, телевизоры, водопровод. Жители пользовались привозным газом и водой из водопроводной колонки, колодца и пруда. Большинство домов в деревне были построены в послевоенные годы. Работали магазины и клуб.

## Население
| 2002 | 2010 |
| ---- | ---- |
| 61   | ↘44  |

В 2002 году по данным текущего учёта в деревне проживало 80 человек (из них 34 пенсионера): 24 мужчины, 54 женщины, 2 ребёнка школьного возраста, согласно переписи 2002 года — 61 человек (25 мужчин, 36 женщин, марийцы — 95 %). По переписи 2010 года — 44 человека (18 мужчин, 26 женщин).

## Инфраструктура
В деревне находится водозаборная скважина, проведен водопровод. Большинство домов деревянные с печным отоплением. Дети школьного возраста учатся в Отымбальской основной и Новопаратской средней школах. Услугами здравоохранения пользуются в тех же населённых пунктах. До недавнего времени работал магазин райпо. Трудоспособное население работает на птицефабрике «Волжская», КС-22 и на предприятиях Республики Татарстан. 